# Menagerie

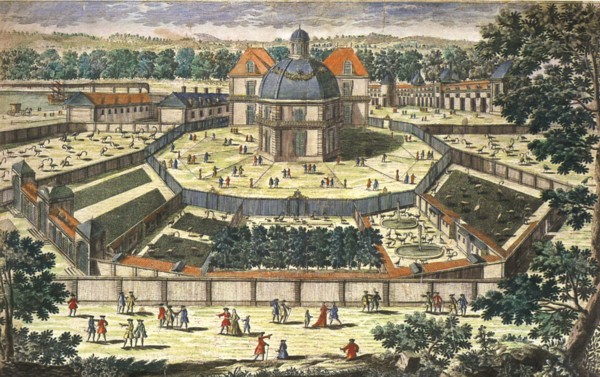
Vista da Ménagerie do Palácio de Versalhes, durante o reinado de Luis XIV, 1643-1715

Ménagerie (lê-se "menagerri"), é uma palavra francesa para designar uma coleção particular de animais vivos em cativeiro, geralmente selvagens e exóticos. Trata-se de um estabelecimento histórico, de luxo e de curiosidade, para manter e apresentar animais selvagens e exóticos, podendo ser considerado o predecessor dos jardins zoológicos modernos. Embora trate-se de uma atividade que remonta às épocas imemoriais, o termo foi usado pela primeira vez no século XVII na França para designar uma coleção de animais da realeza ou da aristocracia, sendo o exemplo mais célebre naquele momento a coleção privativa de animais selvagens localizada no Palácio de Versalhes. 
Uma ménagerie estava, geralmente, ligada à aristocracia ou às cortes de realeza, e situava-se dentro de jardins ou parques de um palácio real. Estes estabelecimentos se distinguiam dos primeiros zoológicos uma vez que eles não eram estabelecimentos dedicados à visitação do grande público, mas sim fundados e mantidos por aristocratas para fins privados, e cujas intenções não eram primariamente científicas ou educacionais, mas sim um subterfúgio para ilustrar e celebrar o próprio poder político e a influência econômica, uma vez que animais selvagens vivos e ativos eram caros e raros de se adquirirem.

## História

### Pré-história

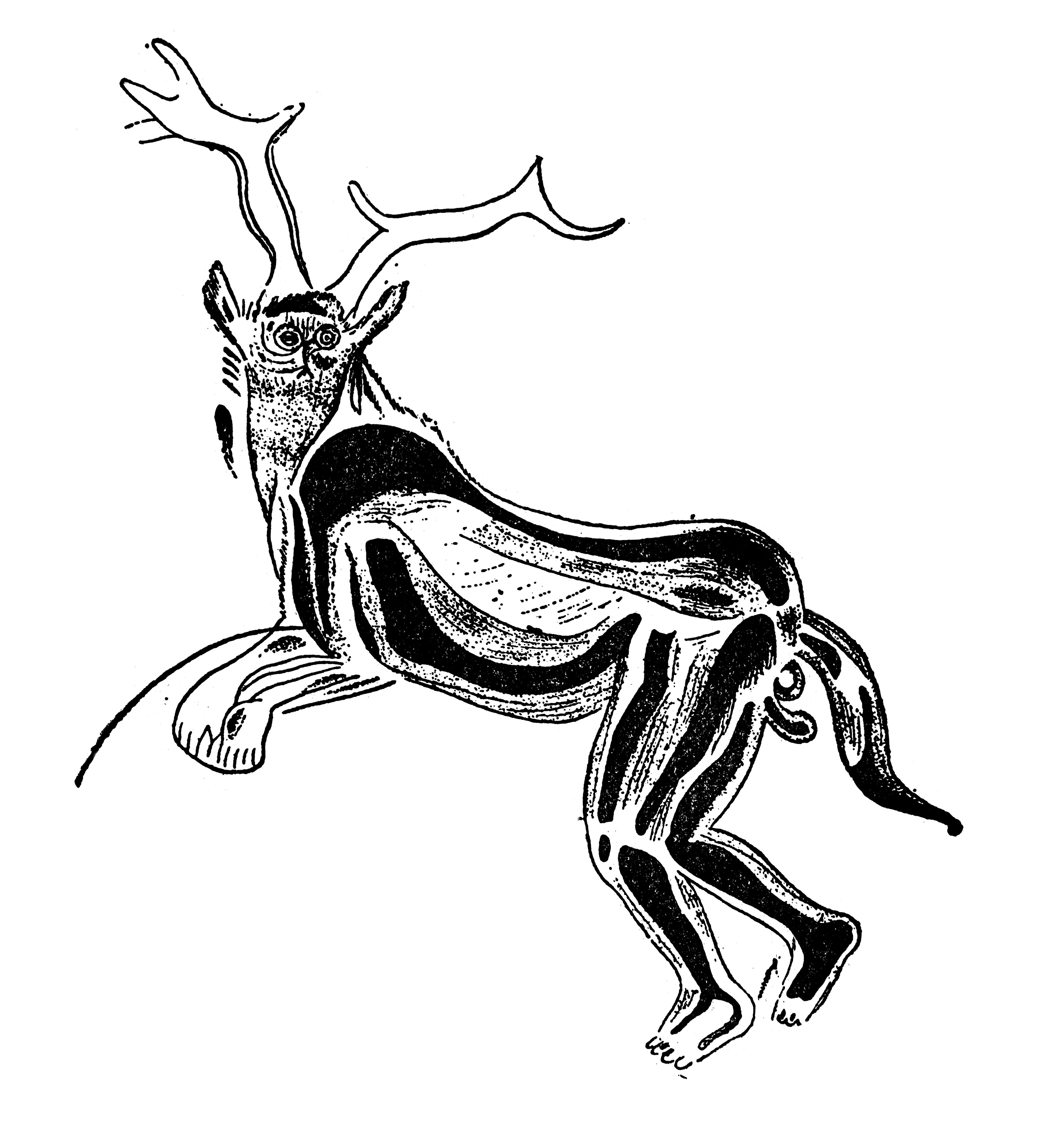
Pintura rupestre da pré-história em uma caverna na França ilustrando um totem.

Acredita-se que as origens da associação dos seres humanos com a força e o poder dos animais selvagens remontem aos os rituais totêmicos das origens da humanidade. O totem era um animal sagrado adotado como símbolo e proteção nas tribos primitivas, que consideravam tais animais como seus ancestrais e protetores. Os totens eram vistos como objetos de veneração e de culto nestes grupos. Existia uma aliança mágica entre as tribos e o animal-totem, considerado sagrado ou tabu. Eles eram capturados e guardados, e por vezes eram sacrificados e comidos em festivais onde os frequentadores acreditavam serem capazes de absorver em si a força do animal e seus poderes místicos. Assim foi sob a forma de ménageries sagradas que aparece, pela primeira vez na história, o costume de se guardar animais selvagens em cativeiro. Mais tarde, com o passar das eras, o poder do animal passou também a ser representado não mais apenas por sua presença física, mas por uma pintura, ilustração ou por um artefato de madeira que evocasse sua imagem de maneira mística. 

### Antiguidade
O costume de guardar animais selvagens em cativeiro continua entre as primeiras civilizações que surgem. Os reis egípcios guardavam animais que eram considerados como formas sagradas de suas divindades, como serpentes, águias, crocodilos e hipopótamos. Estes animais eram guardados em palácios ou em edifícios sagrados, e desde esta época já passa a existir uma associação entre o hábito de manter animais selvagens em uma ménagerie, e o poder da aristocracia. A família dos faraós possuía leões junto de si, por exemplo. O hábito de estabelecer ménageries foi comum, pelas mesmas razões, em todas as cortes das primeiras civilizações: China, Índia, Babilônia, Pérsia, Judeia, Síria, Palestina, Grécia e Roma, de onde se espalharia, para o ocidente, o hábito de se manter ménageries. 

### Idade Média

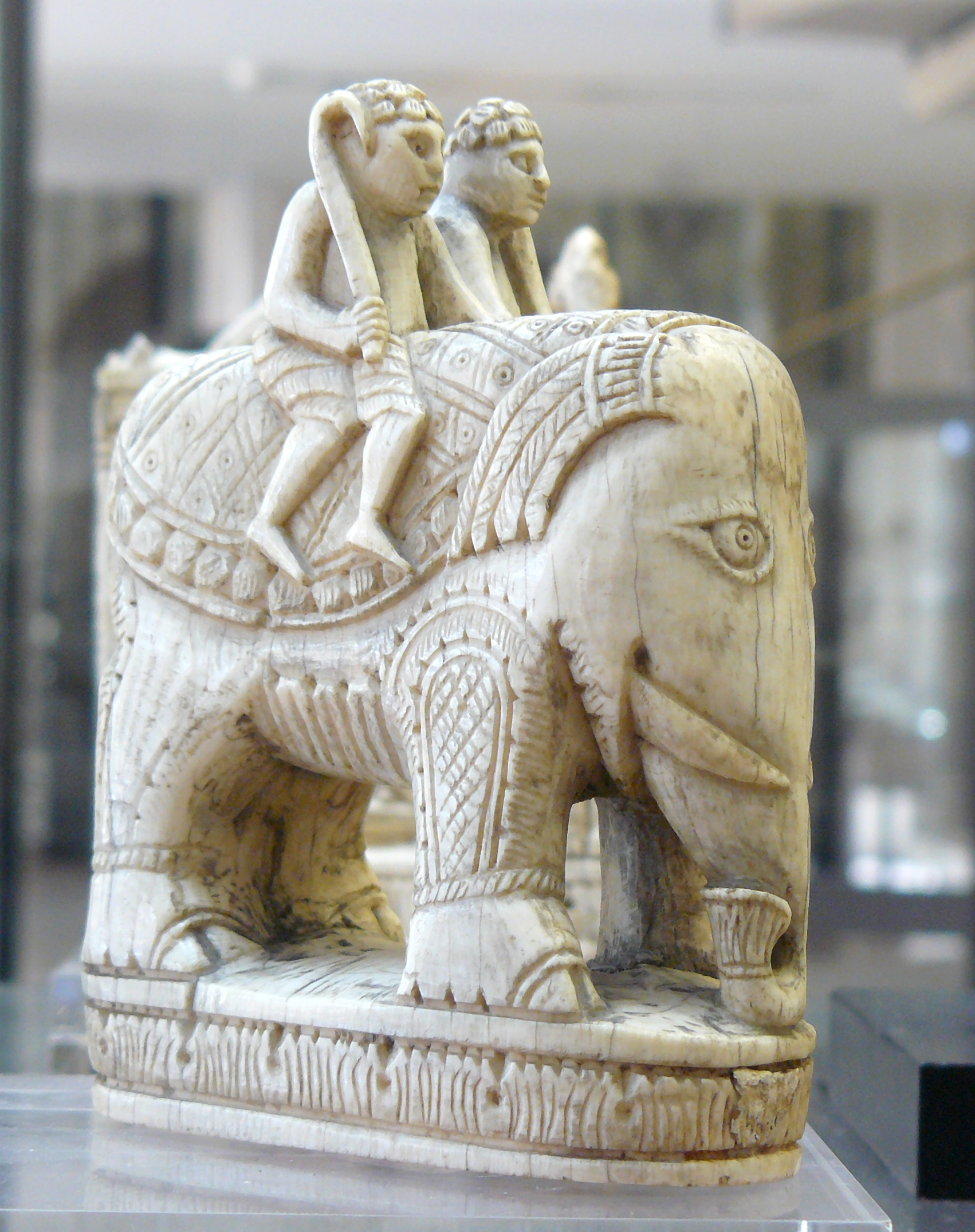
Escultura italiana do século XI representando o elefante de Carlos Magno.

Na Idade Média, diversos soberanos na Europa mantiveram ménageries em suas cortes reais. O exemplo mais antigo é o do imperador Carlos Magno, no século VIII, que possuía 3 ménageries diferentes em territórios hoje correspondentes à França, Alemanha e Holanda. Suas coleções incluíam elefantes, macacos, leões, ursos, camelos, falcões e muitas aves exóticas. Muitos destes animais foram presentes de soberanos do norte da África e da Ásia. Em 797, o califa de Bagdá Harune Arraxide (763-809) o presenteou com um elefante-asiático chamado de Abul-Abbas, que sobreviveu por 10 anos.

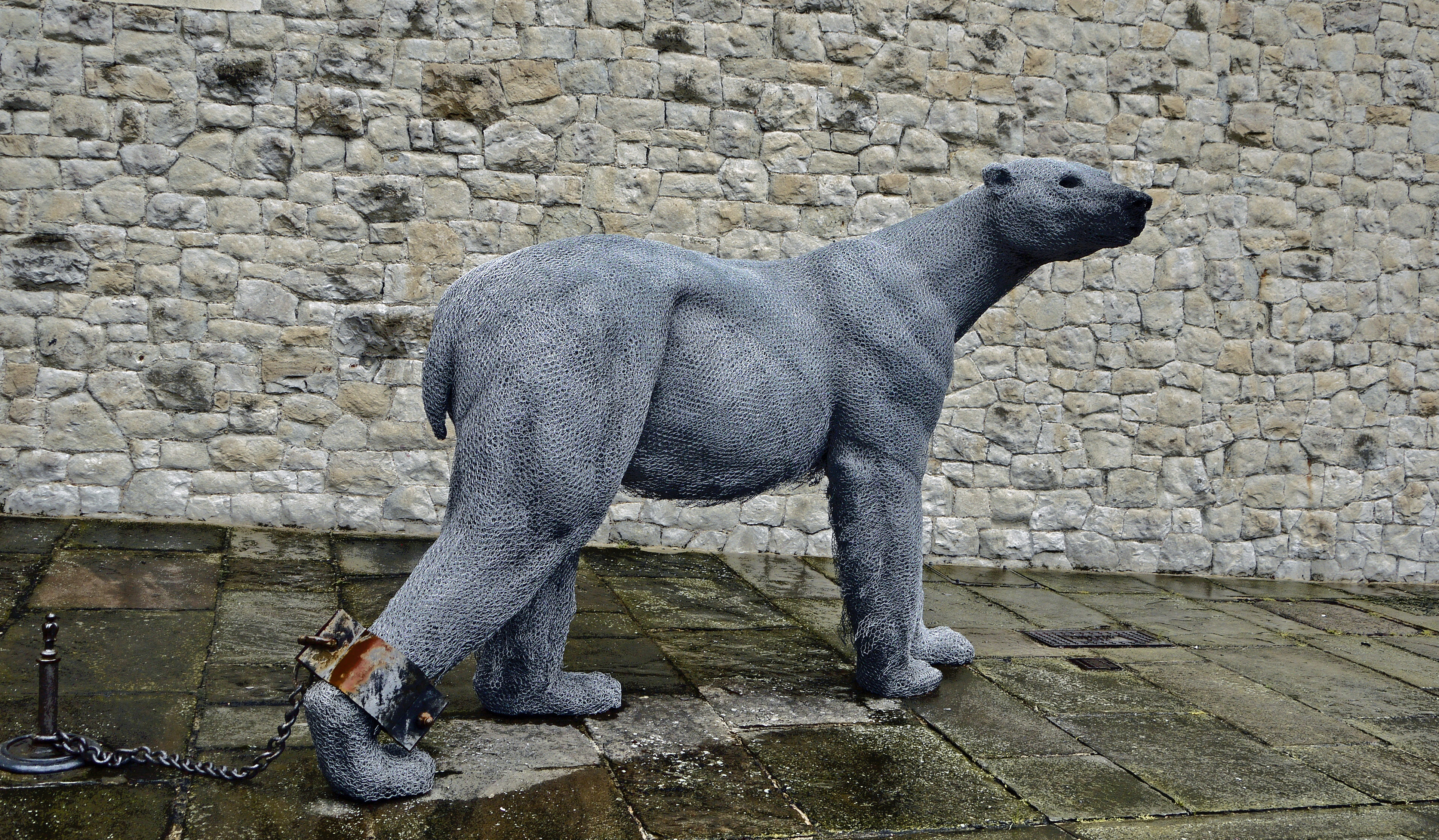
Escultura apresentada na Torre de Londres feita por Kendra Haste que relembra o urso-polar ali cativo durante a Idade Média.

Guilherme I da Inglaterra, conhecido como o conquistador (1027-1087), possuiu uma ménagerie pessoal após a conquista da Normandia pela Inglaterra em 1066. Em sua mansão de Woodstock, em Oxfordshire, ele começou uma coleção particular de animais exóticos. Em 1129, seu filho Henrique I (1068-1135) cercou a propriedade com um muro de pedras e aumentou a coleção, que passou a incluir leões, leopardos, linces e camelos. 
Mas a coleção animal mais marcante da Inglaterra medieval existiu na Torre de Londres. Sua existência remonta ao ano de 1204, e foi a ménagerie real da Inglaterra por 6 séculos. Ela foi estabelecida pelo rei João sem Terra, que reinou na Inglaterra entre 1199 e 1216. Henrique III (1207-1272) recebeu, ali, em 1235, três leopardos de presente de casamento de Frederico II (1194-1250), imperador do Sacro Império Romano Germânico. Ele ganhou, do rei da Noruega, em 1251, um urso branco que pescava seu próprio alimento no rio Tâmisa. Em 1254, ele recebeu, de São Luís, rei da França (1214-1270), um elefante trazido das cruzadas na terra santa. A ménagerie real da Torre de Londres chegou a ser aberta ao público no século XVI, durante o reinado da rainha Elisabete I (1533-1603).
No século XV, durante a renascença, a aristocracia italiana, os ricos e os eclesiásticos começaram a organizar instalações para animais exóticos em suas residências situadas nas periferias das cidades. É o caso dos Médicis, que fundaram uma coleção de animais selvagens em Florença. Lourenço, o Magnífico (1449-1492) exibia, em sua ménagerie, uma girafa dada pelo sultão do Egito em 1486. A coleção incluía também leopardos, tigres, ursos, elefantes e macacos. Seu filho, o papa Leão X (1475-1521), desenvolveu uma ménagerie no Vaticano. Na mesma época, a ménagerie do rei Manuel I (1469-1521), dentro do castelo da Ribeira, em Lisboa, era apreciada na Europa em razão dos seus enormes paquidermes que o rei mandava trazer da Índia. Um de seus elefantes, Hanão, e um rinoceronte, foram famosos presentes ao Papa Leão X. Porém, o rinoceronte morreu afogado, em virtude de um naufrágio sofrido durante a viagem de transporte até a Itália.

### Idade Moderna: Versalhes e seu Legado

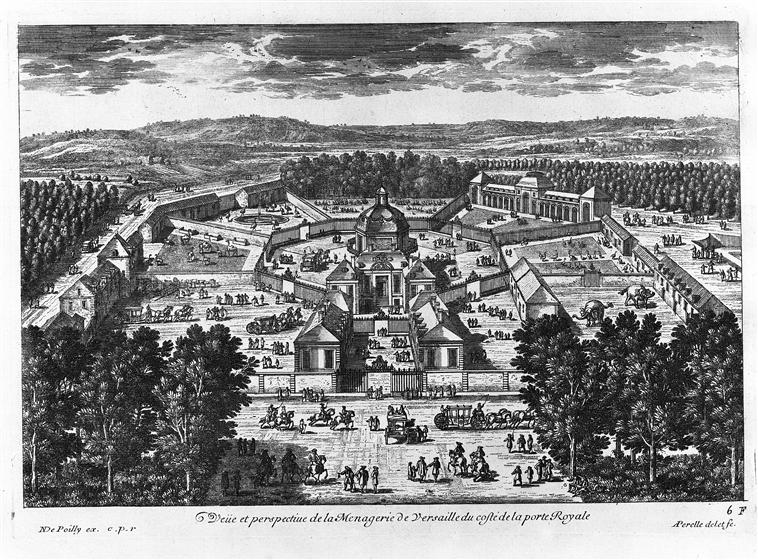
Aspecto da Ménagerie de Versalhes sob Luís XIV, com o pavilhão central barroco e os cativeiros animais dispostos ao seu redor.

Na França, desde o século XI já existiam instalações de propriedade da realeza, feitas para abrigarem animais selvagens: O rei Filipe II (conhecido como Filipe Augusto) mandou fazer uma instalação (no local onde hoje se encontra a prefeitura da comuna de Saint-Mandé) que servia como abrigo às feras que ganhara de presente do rei Ricardo Coração de Leão, da Inglaterra. Mas foi na corte do século XVII, que o hábito passou a incluir pequenos animais e aves exóticas, que constituíam ornamentos de aparato para a distração dos seus frequentadores, enquanto leões e outras feras eram guardados para demonstrações de combate. A partir de 1660, estas coleções aumentaram quando o rei Luis XIV (1638-1715) construiu duas novas ménageries, sendo a primeira próxima do Castelo de Vincennes, e uma outra, mais elaborada, no Palácio de Versalhes, que tornar-se-ia futuramente o modelo para todas as outras ménageries da Europa.

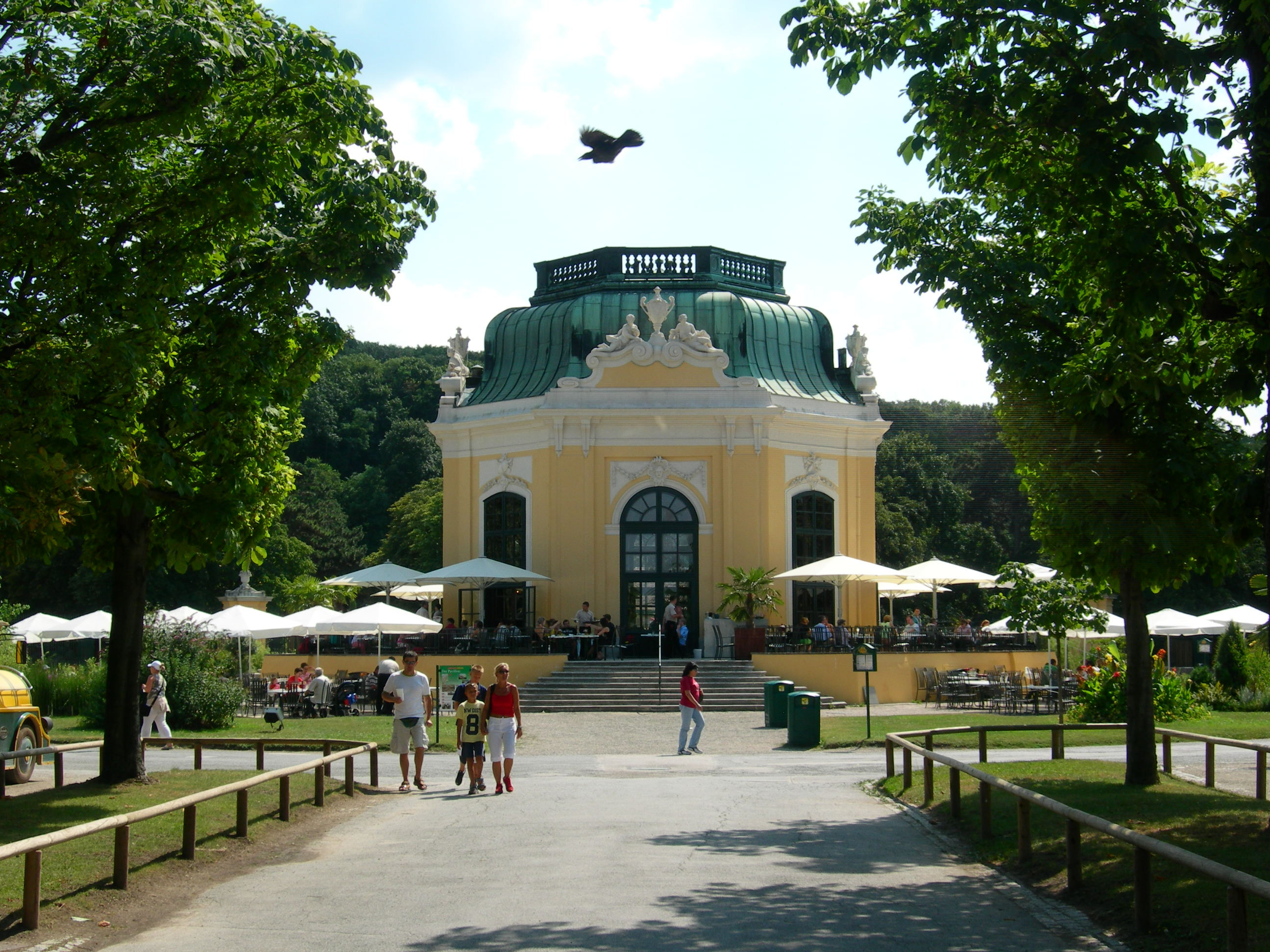
Pavilhão da ménagerie de Schonbrunn, na Áustria, feito pelos Habsburgos segundo o modelo de Versalhes. Hoje é um parque público.

A ménagerie de Luís XIV em Versalhes era reservada aos animais exóticos, raros e curiosos, e deveria ser ela mesmo uma atração. Ela foi edificada sob impulso do arquiteto Louis Le Vau, entre 1662-1664. Este foi o primeiro grande projeto de melhoração realizado em Versalhes por Luís XIV e uma das diversas edificações de lazer em torno do palácio. Esta ménagerie foi a primeira a ser feita em estilo barroco. Sua característica principal era a sua disposição circular, no meio da qual se situava um belo pavilhão. Em torno deste pavilhão, se situavam as jaulas e cercados dos animais. Esse empreendimento marcou uma etapa decisiva na criação de coleções animais reais na Europa do final do século XVII, pois foi o protótipo a ser imitado em todas as cortes reais e residências de nobres, da Inglaterra, Portugal, Espanha, Áustria, Países Baixos e Prússia.  
No início do século XIX, a paixão por coleções particulares de animais exóticos e selvagens por parte de nobres declinou e passou a ser considerada como decadente, em parte pela ascensão da classe burguesa aos círculos mais altos do poder europeu. Gradualmente, as ménageries das cortes reais começam a ser substituídas por jardins zoológicos, atrações acessíveis a todos, situados em parques e locais públicos. 

### Renascimento dasMénageriesnoséculo XX
A partir do século XX, muitos bilionários, industriais e magnatas substituíram as antigas casas reais no círculo do poder e da influência, e fizeram ressurgir o conceito de ménagerie como símbolo de ostentação do próprio status pessoal, afluência e poder. Algumas destas ménageries tornaram-se célebres.
William Randolph Hearst, magnata que inspirou o personagem principal do filme Cidadão Kane, possuía uma notável colecção de animais selvagens no seu castelo particular, com o intuito de entreter seus convidados. Sua colecção chegou a ter 300 animais, que incluíam, entre outros, camelos, veados, cangurus, zebras, girafas, ursos, jaguares, tigres, leopardos e bisontes selvagens. 
O músico Michael Jackson possuía uma ménagerie em seu rancho Neverland que incluía serpentes, lamas, elefantes, avestruzes, crocodilos, flamingos, aves exóticas, tigres, girafas e primatas. O cantor se fez fotografar ao lado de um tigre para o encarte do álbum Thriller.
O barão das drogas colombiano Pablo Escobar, no auge de sua afluência económica, também organizou, para si, uma ménagerie com elefantes, girafas, hipopótamos e outros animais, nas instalações de seu castelo privado, a Hacienda Nápoles. Os animais foram confiscados no início da década de 1990. A ménagerie de Escobar foi dispersada para zoológicos do país. O caso dos hipopótamos de Pablo Escobar é particular. Enquanto a maioria dos animais (flamingos, girafas, zebras, cangurus) foram vendidos a zoológicos, os hipopótamos ficaram abandonados na natureza, formando o maior habitat da espécie fora da África. Além do perigo de ataques contra humanos, os hipopótamos representam um risco para a biodiversidade, deslocando a fauna nativa já em vias de extinção. 
O ex-presidente Ucraniano deposto por revolta popular Viktor Yanukovych, possuía uma ménagerie com 2 mil animais, incluindo antílopes, ursos, leões, entre outros. 

Atualmente, é famosa a ménagerie do bilionário político georgiano Bidzina Ivanishvili, incluindo zebras, flamingos e pinguins.